# Pappi Corsicato

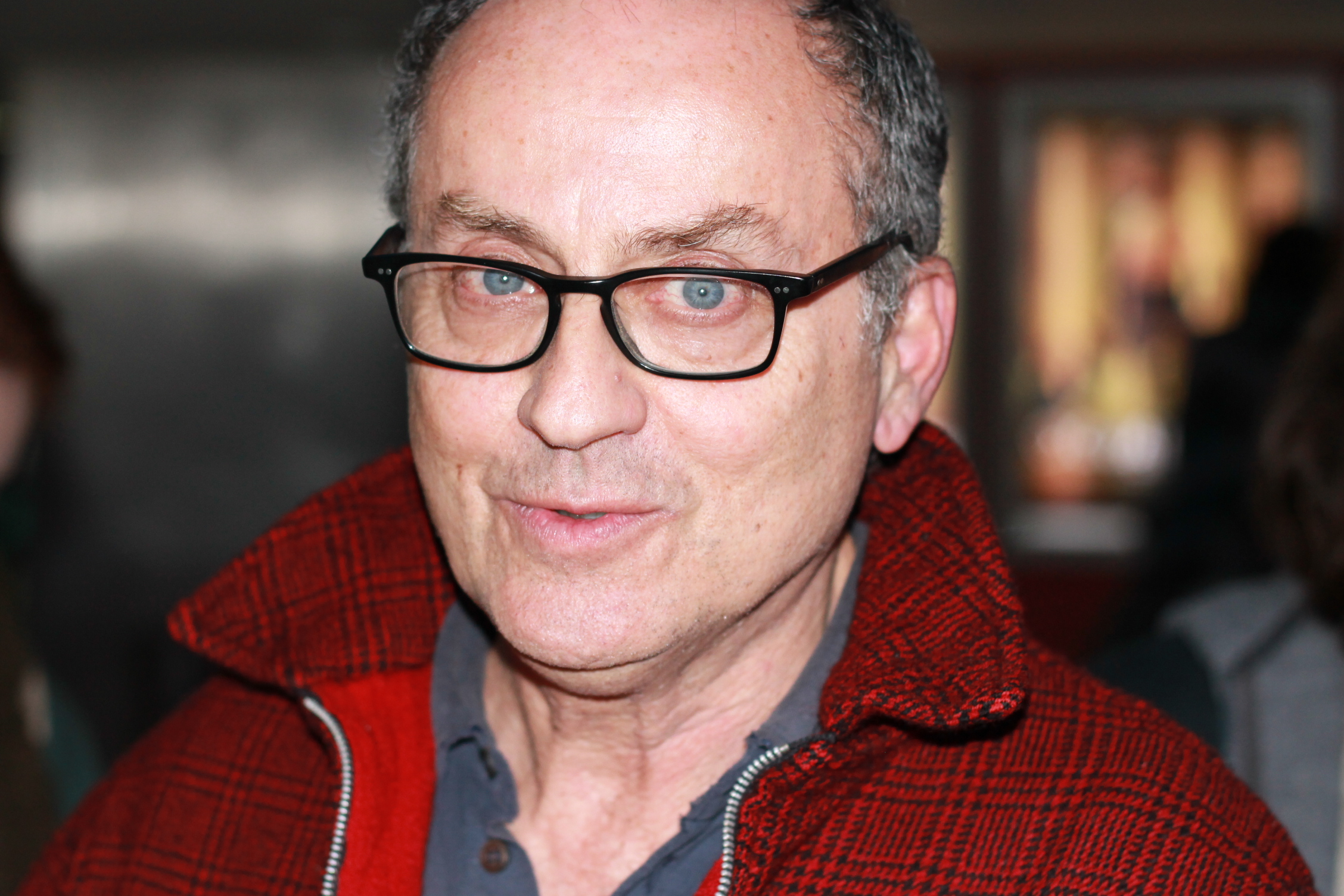
Pappi Corsicato, 2017

Pappi Corsicato (eigentlich Pasquale Corsicato, * 12. Juni 1960 in Neapel) ist ein italienischer Filmregisseur und Drehbuchautor.

## Leben
Nach einem Architekturstudium in seiner Heimatstadt ging Corsicato nach New York City, wo er Schauspielkurse bei Geraldine Barone sowie Kurse für Tanz und Choreografie bei Alvin Aley belegte und für Theateraufführungen Musik komponierte. 1987 war er zurück in Italien uns betätigte sich zunächst auf musikalischem Gebiet; er schrieb Partituren für Luca De Filippo, Enzo Moscato und andere.
Danach wandte er sich der Inszenierung von Kinofilmen zu; nach Volontariaten und kleinen schauspielerischen Auftritten drehte er 1993 einen Kurzfilm, der in Kombination mit zwei anderen einen Kinoeinsatz hatte und zahlreiche Preise erhielt, darunter einen Nastro d’Argento. Sein nächster Film, I buchi neri, wurde von der Kritik ebenfalls positiv aufgenommen und führte zu Corsicatos Bezeichnung als Almodóvar Italiens.
In den Folgejahren entstanden weitere Filme, besonders intensiv beschäftigt sich Corsicato mit Dokumentationen zu zeitgenössischer Kunst aller Art. 2008 präsentierte er bei den Filmfestspiele von Venedig seinen Film Il seme della discordia, nach (Heinrich von Kleists Die Marquise von O…); 2009 erhielt sein Dokumentarfilm Armando Testa - Povero ma moderno dort den Pasinetti Award.
2001 inszenierte er in Neapel die Oper Carmen.

## Filmografie (Auswahl)
- 1993: Libera (Kurzfilm)
- 1995: I buchi neri
- 2001: Chimera
- 2009: Armando Testa - Povero ma moderno (Dokumentarfilm)
- 2017: Julian Schnabel: A Private Portrait
- 2023: Jeff Koons: A Private Portrait